# Caryn Kadavy
Caryn Kadavy (Erie, 9 dicembre 1967) è un'ex pattinatrice artistica su ghiaccio statunitense.

## Palmarès
| Internazionali            | Internazionali | Internazionali | Internazionali | Internazionali |
| Evento                    | 1984–85        | 1985–86        | 1986–87        | 1987–88        |
| ------------------------- | -------------- | -------------- | -------------- | -------------- |
| Giochi olimpici invernali |                |                |                | R              |
| Campionati mondiali       |                | 8°             | 3°             | 7°             |
| Golden Spin of Zagreb     |                |                |                | 1°             |
| Skate Canada              |                | 1°             |                |                |
| Prize of Moscow News      |                | 1°             |                |                |
| St. Ivel International    |                |                |                | 1°             |
| Nazionali                 |                |                |                |                |
| Campionati statunitensi   | 3°             | 2°             | 3°             | 3°             |
| R = Ritirata              |                |                |                |                |